# エゾノツガザクラ
エゾノツガザクラ（蝦夷の栂桜、学名：Phyllodoce caerulea）はツツジ科ツガザクラ属の常緑小低木。日本では北海道から東北地方の高山帯の適度に湿り気のある岩場や草地に群生する高山植物。

## 特徴
高さは10～30 cm。花期は7～8月。花は紅紫色で6～8 mmほどの壷状の花冠をしている。枝先に2～7個の花を付ける。先は浅く5裂し反り返っている。雄しべは10個。
アオノツガザクラと同じ場所に生えていることが多く、両者の雑種が多く見られる。マルハナバチなどがその受粉を行っている。典型的なエゾノツガザクラの花冠はやや細めだが、アオノツガザクラとの雑種は花冠が丸っこくなり、色もやや薄めになる。
名前は蝦夷地に生育するツガザクラという意味である。
青森県でレッドリストの絶滅危惧II類と岩手県で絶滅危惧IA類に指定されている。基準標本は、ラップランドのもの。

## 近縁種
- シロバナエゾノツガザクラ（白花蝦夷の栂桜　Phyllodoce caerulea f. albiflora） - 白い花のもの
- アオノツガザクラとの間に様々な段階の雑種がある。それぞれの中間型のものもある。
  - コエゾツガザクラ（小蝦夷栂桜　Phyllodoce caerulea f. yezoensis）
  - ニシキツガザクラ（錦栂桜　Phyllodoce caerulea f. marmorata）
  - ユウパリツガザクラ（夕張栂桜　Phyllodoce caerulea f. takedana）

## 関連項目

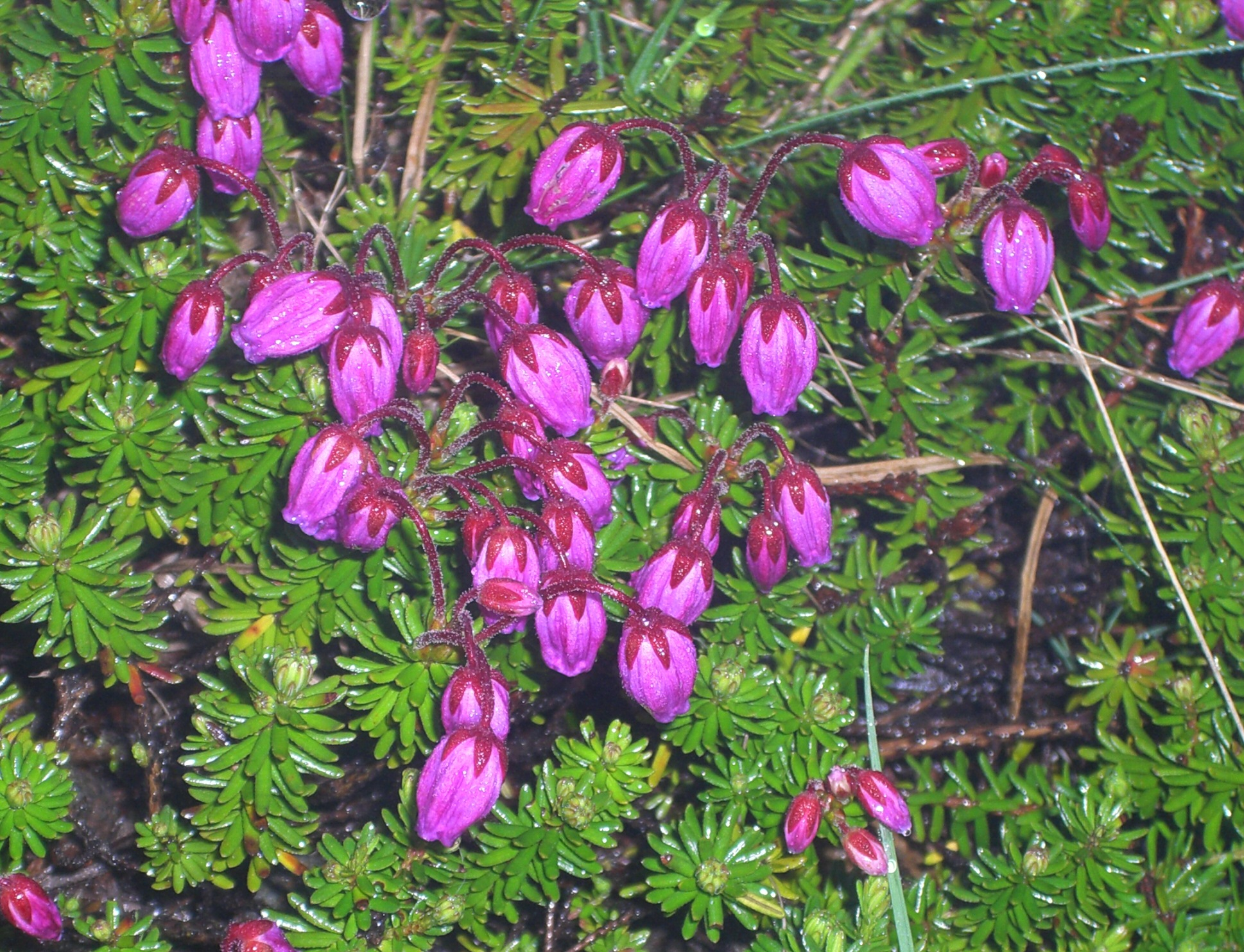
大雪山旭岳周辺のエゾノツガザクラ、色は紅紫色で細めの花